# ライヴ・イン・シカゴ (パニック・アット・ザ・ディスコのアルバム)
『ライヴ・イン・シカゴ』（原題: ...Live in Chicago）は、アメリカ合衆国のポップ・ロック・バンドであるパニック・アット・ザ・ディスコのライブ・アルバムおよびコンサートフィルム。2008年12月2日にフュエルド・バイ・ラーメンおよびディケイダンスから発売され、2009年1月28日にはWarner Music Japanから日本盤が発売された。バンド名から感嘆符を省いた表記が使用された最後の作品であると同時に、ギタリストのライアン・ロスとベーシストのジョン・ウォーカーの脱退前に発売された最後の作品となった。

## 概要
パニック・アット・ザ・ディスコにとって初となるライブ・アルバムで、CDとDVDの2枚組での発売となった。DVDおよびツアー日記（ブックレット）の企画は、バンドからツアーに招待されていた映像作家で写真家のシェーン・バルデスがツアー中の様子を撮影している中でポラロイドフィルムに夢中になったことがきっかけとなっており、そこから撮影されたポラロイド写真などをまとめたツアー日記が制作されることとなった。
CDとDVDには、いずれも2008年4月10日から6月14日にかけて開催された『ホンダ・シヴィック・ツアー』からコングレス・シアターでのシカゴ公演（5月23日・24日）の模様が収録されている。このほか、CDにはボーナス・トラックとして2作目のスタジオ・アルバム『プリティ。オッド。』に収録の4曲のアコースティック・バージョン、DVDにはボーナス映像として「ナイン・イン・ジ・アフターヌーン〜恋するタイミング」「ザット・グリーン・ジェントルマン」「マッド・アズ・ラビッツ」「ノーザン・ダウンポア」のミュージック・ビデオおよびその舞台裏映像、ツアードキュメンタリー「イン・ザ・デイズ・ドキュメンタリー」などが収録された。

## 評価
| 専門評論家によるレビュー | 専門評論家によるレビュー |
| レビュー・スコア         | レビュー・スコア         |
| 出典                     | 評価                     |
| ------------------------ | ------------------------ |
| AllMusic                 | [ 9 ]                    |

音楽ライターの網田有紀子は、『プリティ。オッド。』のアートワークが立体になったようなセットで、オーディエンスの合唱（＋黄色い声）が反響する適度な親密感が心地よいファーストとセカンドの曲が自然に溶け合って、サマソニのセットリストにはなかった“いつもエステバンを神に感謝”のスローなイントロで始まるアレンジや、ブレンドンの弾き語りの“さあ踊ろう”にしても、セカンドでの変化がファーストの曲をさらに魅力的にしているのがわかると評した。
『オルタナティヴ・プレス』誌のマッケンジー・テンプルトンは、「その市場の人気者のうちの1組の初期時代の独特の風采が示されていて、全世代のファンにとって絶対に手に入れるべき」アルバムと評した。

## 収録曲
※楽曲の詳細については、各項目を参照。

### CD
| #         | タイトル | 作詞      | 作曲・編曲 | 初出                                 | 時間 |
| --------- | --- | --------- | ---------- | ------------------------------------ | ---- |
| 1.        | 「ウィ・アー・ソー・スターヴィング」(We're So Starving) |           |            | 『プリティ。オッド。』（2008年）     | 1:50 |
| 2.        | 「ナイン・イン・ジ・アフターヌーン〜恋するタイミング」(Nine in the Afternoon)                                                                                         |           |            | 『プリティ。オッド。』（2008年）     | 2:53 |
| 3.        | 「君がやってくれた方がいいのに」(But It's Better If You Do) |           |            | 『フィーバーは止まらない』（2005年） | 3:49 |
| 4.        | 「夜間攻撃」(Camisado) |           |            | 『フィーバーは止まらない』（2005年） | 3:23 |
| 5.        | 「シーズ・ア・ハンサム・ウーマン」(She's a Handsome Woman) |           |            | 『プリティ。オッド。』（2008年）     | 3:23 |
| 6.        | 「殉死と自殺の差は記事になるかならないか」(The Only Difference Between Martyrdom and Suicide Is Press Coverage)                                                       |           |            | 『フィーバーは止まらない』（2005年） | 3:13 |
| 7.        | 「ビハインド・ザ・シー」(Behind the Sea) |           |            | 『プリティ。オッド。』（2008年）     | 4:19 |
| 8.        | 「嘘は女の子が服を脱がずに楽しめる最上の方法」(Lying Is the Most Fun a Girl Can Have Without Taking Her Clothes Off)                                                  |           |            | 『フィーバーは止まらない』（2005年） | 3:05 |
| 9.        | 「いつもエステバンを神に感謝」(I Constantly Thank God for Esteban) |           |            | 『フィーバーは止まらない』（2005年） | 4:13 |
| 10.       | 「ザット・グリーン・ジェントルマン」(That Green Gentleman (Things Have Changed))                                                                                      |           |            | 『プリティ。オッド。』（2008年）     | 3:14 |
| 11.       | 「君が気づいていないだけでテーブルに番号があるのはちゃんとした理由がある」(There's a Good Reason These Tables Are Numbered Honey, You Just Haven't Thought of It Yet) |           |            | 『フィーバーは止まらない』（2005年） | 4:06 |
| 12.       | 「フォーキン・アラウンド」(Folkin' Around) |           |            | 『プリティ。オッド。』（2008年）     | 1:54 |
| 13.       | 「アイ・ライト・シンズ・ノット・トラジェディーズ〜いつわりのウェディング」(I Write Sins Not Tragedies)                                                                |           |            | 『フィーバーは止まらない』（2005年） | 3:18 |
| 14.       | 「ノーザン・ダウンポア」(Northern Downpour) |           |            | 『プリティ。オッド。』（2008年）     | 4:54 |
| 15.       | 「さあ踊ろう」(Time to Dance) |           |            | 『フィーバーは止まらない』（2005年） | 3:54 |
| 16.       | 「パ・ドゥ・シュヴァル」(Pas De Cheval) |           |            | 『プリティ。オッド。』（2008年）     | 2:49 |
| 17.       | 「マッド・アズ・ラビッツ」(Mad as Rabbits) |           |            | 『プリティ。オッド。』（2008年）     | 5:42 |
| 合計時間: | 合計時間: | 合計時間: | 59:59      |                                      |      |

| #         | タイトル | 作詞  | 作曲・編曲 | 時間 |
| --------- | --- | ----- | ---------- | ---- |
| 18.       | 「ドゥ・ユー・ノウ・ワット・アイム・シーイング?（オルタネイト・ヴァージョン）」(Do You Know What I'm Seeing? (Alternate Version))                |       |            | 3:57 |
| 19.       | 「ビハインド・ザ・シー（オルタネイト・ヴァージョン）」(Behind the Sea (Alternate Version))                                                       |       |            | 2:26 |
| 20.       | 「シー・ハッド・ザ・ワールド（オルタネイト・ヴァージョン）」(She Had the World (Alternate Version))                                              |       |            | 3:45 |
| 21.       | 「ザ・ピアノ・ノウズ・サムシング・アイ・ドント・ノウ（オルタネイト・ヴァージョン）」(The Piano Knows Something I Don't Know (Alternate Version)) |       |            | 2:21 |
| 合計時間: | 合計時間: | 72:28 |            |      |

### DVD
- ライブ映像全17曲
- MTV'S アメリカン・ヴァレー – Panic at the Disco: American Valley
- イン・ザ・デイズ・ドキュメンタリー – In the Days
- ミュージック・ビデオ
  - ナイン・イン・ジ・アフターヌーン〜恋するタイミング – Nine in the Afternoon
  - ザット・グリーン・ジェントルマン – That Green Gentleman (Things Have Changed)
  - マッド・アズ・ラビッツ – Mad as Rabbits
  - ノーザン・ダウンポア – Northern Downpour
- ビハインド・ザ・ビデオ
  - ナイン・イン・ジ・アフターヌーン〜恋するタイミング – Nine in the Afternoon
  - ザット・グリーン・ジェントルマン – That Green Gentleman (Things Have Changed)
  - マッド・アズ・ラビッツ – Mad as Rabbits
  - ノーザン・ダウンポア – Northern Downpour

## クレジット
※出典
パニック・アット・ザ・ディスコ
- ブレンドン・ユーリー – ボーカル、ギター（M17以外）、タンバリン、ベース（M17）
- ライアン・ロス – ボーカル、ギター、タンバリン
- ジョン・ウォーカー – ベース（M17以外）、バックグラウンド・ボーカル、ギター（M17）
- スペンサー・スミス – ドラム、パーカッション、タンバリン

外部ミュージシャン
- エリック・ロニック – キーボード、バックグラウンド・ボーカル、パーカッション